# Список умерших в 507 году
В этой статье представлен список известных людей, умерших в 507 году.
См. также: Категория:Умершие в 507 году

## Январь
- 9 января — Император Бурэцу, 25-й император Японии.

## Дата смерти неизвестна или требует уточнения
- Аларих II, король вестготов (484—507).
- Апр из Туля, святой, епископ Туля.
- Бизин, король тюрингов; первый известный из исторических источников правитель королевства тюрингов.
- Домангарт I, король Дал Риады (501—507).
- Лугайд, сын Лоэгайре, верховный король Ирландии (482—507).
- Сигиберт Хромой, король рипуарских франков в Кёльне (до 507).

| Список умерших в 506 году | Список умерших в 507 году | Список умерших в 508 году |